# Att bli lik Jesus
Att bli lik Jesus är en sång med text av John Gowans, översatt till svenska av Viola Lundkvist och tonsatt av John Larsson.

## Publicerad i
- Frälsningsarméns sångbok 1990 som nr 790 under rubriken "Helgelse".
- Sångboken 1998 som nr 156.